# 小距凤仙花
小距凤仙花（学名：Impatiens microcentra）是凤仙花科凤仙花属的植物，是中国的特有植物。分布于中国大陆的云南等地，生长于海拔2,300米至3,350米的地区，一般生长在林下，目前尚未由人工引种栽培。